# Reprezentacja Chin w piłce nożnej mężczyzn
Reprezentacja Chin w piłce nożnej należy do FIFA od 1931 roku. W 1958, a więc dziewięć lat po proklamowaniu przez Mao Zedonga Chińskiej Republiki Ludowej, wystąpiła z tej organizacji. Przez ponad dwadzieścia lat Chiny były piłkarską białą plamą, nie grały w eliminacjach ani do mistrzostw świata ani do mistrzostw Azji.
W 1979 roku, trzy lata po śmierci Mao i chińskim otwarciu na świat, drużyna narodowa znów została przyjęta do FIFA. Od tej pory regularnie występuje w rozgrywkach o Puchar kontynentu. Dwukrotnie – w 1984 i 2004 roku – dotarła do finału. Najpierw uległa Arabii Saudyjskiej, a dwadzieścia lat później dała się ograć Japonii. W finałach mistrzostw świata wystąpiła tylko raz. W 2002 roku zespół prowadzony przez Serba Borę Milutinovicia odpadł już po fazie grupowej, przegrywając wszystkie mecze, nie strzelając ani jednej bramki (0:2 z Kostaryką, 0:4 z Brazylią, 0:3 z Turcją).
W Chinach piłka nożna cieszy się umiarkowanym zainteresowaniem. Jeśli już, to oczy kibiców zwrócone są w stronę żeńskiej reprezentacji, która należy do ścisłej światowej czołówki. W 1996 roku Chinki zdobyły srebrny medal na Igrzyskach Olimpijskich, a trzy lata później grały w finale mistrzostw świata.
Od początku XXI wieku coraz więcej chińskich piłkarzy zaczęło występować w klubach europejskich. Kilku z nich można spotkać w drugich ligach Niemiec i Włoch, a także w Premiership. Kilka lat temu w barwach Crystal Palace grał były kapitan reprezentacji, rekordzista pod względem liczby gier w kadrze Fan Zhiyi. Pomocnik Li Tie był zawodnikiem Evertonu, a 24-letni Dong Fangzhuo trenował kilka lat w Manchesterze United. Były stoper Sun Jihai w latach 2002–2008 występował w Manchesterze City.
Po Mundialu 2002 z funkcji selekcjonera zrezygnował Milutinović. Jego następca, Holender Arie Haan, mimo dobrego wyniku w Pucharze Azji 2004 (drugie miejsce), przegrał eliminacje do kolejnych mistrzostw świata i został zdymisjonowany. Od początku 2005 roku trenerem kadry był 57-letni Zhu Guanghu. We wrześniu 2007 roku pałeczkę po nim przejął Serb Vladimir Petrović. Funkcję tę sprawował do 2008 roku. Później chińską kadrę prowadzili kolejno: Chińczycy Yin Tiesheng i Gao Hongbo, Hiszpan José Antonio Camacho, rodak Tieshenga i Hongbo Fu Bo, Francuz Alain Perrin, oraz ponownie Hongbo. Następnie selekcjonerem reprezentacji Chin został Włoch Marcello Lippi. Prowadził zespół od 2016 do 2019 r. i zrezygnował z funkcji po Pucharze Azji 2019.

## Udział wMistrzostwach Świata
- 1930 – Nie brały udziału (nie były członkiem FIFA)
- 1934–1954 – Nie brały udziału
- 1958 – Nie zakwalifikowały się
- 1962–1978 – Nie brały udziału (nie były członkiem FIFA)
- 1982–1998 – Nie zakwalifikowały się
- 2002 – Faza grupowa
- 2006–2026 – Nie zakwalifikowały się

## Udział wPucharze Azji
- 1956–1972 – Nie brały udziału
- 1976 – III miejsce
- 1980 – Faza grupowa
- 1984 – II miejsce
- 1988 – IV miejsce
- 1992 – III miejsce
- 1996 – Ćwierćfinał
- 2000 – IV miejsce
- 2004 – II miejsce
- 2007 – Faza grupowa
- 2011 – Faza grupowa
- 2015 – Ćwierćfinał
- 2019 – Ćwierćfinał
- 2023 – Faza grupowa

## Trenerzy reprezentacji Chin od początku XXI wieku
- 2000-02 –  Bora Milutinović
- 2002-04 –  Arie Haan
- 2005-07 –  Zhu Guanghu
- 2007-08 –  Vladimir Petrović
- 2008-09 –  Yin Tiesheng (tymczasowy)
- 2009-11 –  Gao Hongbo
- 2011-13 –  José Antonio Camacho
- 2013-14 –  Fu Bo (tymczasowy)
- 2014-16 –  Alain Perrin
- 2016 –  Gao Hongbo
- 2016-19 –  Marcello Lippi
- 2019 –  Fabio Cannavaro
- 2019 –  Marcello Lippi
- 2019-21 –  Li Tie
- 2021–22 –  Li Xiaopeng
- 2022–24 –  Aleksandar Janković
- od 2024 –  Branko Ivanković